# Karl May (Film)
Karl May ist eine prominent besetzte deutsche Filmbiografie aus dem Jahre 1974 von Hans-Jürgen Syberberg. Die Titelrolle spielt Helmut Käutner.

## Handlung
Der Film spielt in Deutschland zur Jahrhundertwende (d. h. um 1900). Der sächsische Schriftsteller Karl May plant eine Weltreise. In Schulen berichtet er von seinen angeblichen bisherigen Reisen durch den amerikanischen Kontinent und den Orient. Stets behauptet er, alle beschriebenen Abenteuer selbst erlebt zu haben. Seine Popularität ist auf ihrem Höhepunkt, zahlreiche Briefe erreichen ihn von begeisterten Lesern. Probleme bekommt May aber vor allem mit Pauline Münchmeyer, der Witwe des Verlegers Heinrich Gotthold Münchmeyer, und dem radikalen Journalisten Rudolf Lebius, der ihn massiv bekämpft und verleumdet und seine Schriften auf den Index setzen will.
May beginnt trotzdem seine Weltreise, die ihn nach Kairo über Indien nach Ceylon und Sumatra führen soll. Ansichtskarten an Verleger und Freunde sollen beweisen, dass er tatsächlich diese Orte besucht hat. Doch es hilft alles nichts – man hält ihn für einen Aufschneider und Lügner. Er habe die erzählten Abenteuer nicht selbst erlebt, sondern anderswo abgekupfert. Darüber hinaus wird aufgedeckt, dass May Texte unter Pseudonym geschrieben hat. Neben Lebius erweist sich Witwe Münchmeyer als treibende Kraft in dieser Angelegenheit. Als May die Vorwürfe aus der Heimat erreichen, bricht er seine Weltreise ab. Doch der Verleger Fischer weiß von Mays unter Pseudonym verfassten Kolportagen und versucht, den Autor unter Druck zu setzen. Es kommt zu gerichtlichen Auseinandersetzungen.
Lebius will indessen Mays Reputation nachhaltig untergraben, indem er dessen Vergangenheit offenlegt. In einem Prozess unterliegt Lebius, doch er lässt nicht locker. In weiteren Prozessen werden Details aus Mays Vergangenheit gegen ihn verwendet. Auch privat gerät Mays Leben in schwere Turbulenzen. Er lässt sich von seiner Frau Emma scheiden und heiratet seine Sekretärin Klara Plöhn. Emma ist eine Jugendfreundin Pauline Münchmeyers, mit der sie sich nun gegen ihren Ex-Ehemann verbündet. Im Rahmen der Prozesse kommt es zu Hausdurchsuchungen bei May, bei denen Mays Testament sowie Verträge und Quittungen ans Tageslicht gebracht werden.
Zwischen den einzelnen Prozessen schreibt May ein neues Buch mit dem programmatischen Titel Et in terra pax (Und Friede auf Erden). Doch der Verleger, der eine kolonialistische Geschichte zum Ruhme Deutschlands im Sinn hat, ist mit dem Werk unzufrieden und lässt es von einem anonymen Koautor zu Ende schreiben. Eine tiefe geistige Verbundenheit empfindet May für den befreundeten Maler Sascha Schneider, der die Titelbilder seiner Bücher malt. Nach vielen Jahren gewinnt May seine Prozesse, und sein ärgster Feind, Rudolf Lebius, wird Ende 1911 verurteilt. Kurz vor seinem Tod hält May im Wiener Sophiensaal einen Vortrag mit dem Titel „Empor ins Reich der Edelmenschen“. Die Zuschauer sind begeistert, unter ihnen auch ein gewisser Adolf Hitler. Wenig später stirbt May in seiner sächsischen Heimat.

## Produktionsnotizen
Karl May wurde vom 4. April bis zum 17. Mai 1974 in Wien gedreht und am 18. Oktober 1974 in München uraufgeführt.
Der Film erhielt das Prädikat besonders wertvoll. Im Fernsehen lief Karl May in zwei Teilen. Teil 1 lief mit dem Untertitel Bloody Dark Grounds, Teil 2 Die Seele ist ein weites Land, in das wir fliehen.
In Karl May wird eine Schar von ehemaligen UFA-Stars und anderen Top-Interpreten des reichsdeutschen Films bis 1945 aufgeboten, wie sie der deutsche Film nie zuvor und nie danach aufwies. Neben Helmut Käutner wirken legendäre Mimen mit mehreren hundert Jahren Bühnen- und Filmerfahrungen mit wie Lil Dagover, Käthe Gold, Kristina Söderbaum, Rudolf Fernau, Mady Rahl, Attila Hörbiger und Rudolf Prack.
Nino Borghi entwarf die eindrucksvollen Belle-Epoque-Filmbauten, für die er mit einem Filmband in Gold ausgezeichnet wurde. Die baulichen Ausführungen übernahm Syberberg selbst. Theo Nischwitz sorgte für die optischen Spezialeffekte. Bernd Eichinger war Produktionsleiter des Films.
Die Gesamtkosten beliefen sich auf 1,1 Mio. DM, von denen das coproduzierende ZDF 700.000 DM beisteuerte.

## Kritik
Der Spiegel sezierte Syberbergs ausladende Inszenierung in seiner Ausgabe 38 vom 16. September 1974 auf Seite 131 im Detail: „Sein "Karl May", genüßlich auf drei Stunden ausgeweitet, soll etwas ganz anderes bieten: eine Art Traumspiel um des Dichters Psyche, in der Syberberg, zu Recht wohl, eine Relaisstation der deutschen Volksseele vermutet. Ein deutsches National-Melodrama, ein May-gerechtes, das soll es sein. Und daß er dabei mit Veteranen aus ferner Ufa-Zeit aufwartet […] das zeugt einfach nur von Syberbergs Cineasten-Logik. Denn immerhin, meint er, sei Karl May ja ein Ahnherr der Ufa und seine Biographie ohnedies "ein richtiger Ufa-Stoff" gewesen -- deshalb auch die Anklänge an Großdeutschlands "Robert Koch"-Kunst: hohl dröhnend das Pathos im Gerichtssaal, prophetisch die Worte zur "Préludes"-Fanfare, artfremd böhmelnd der Böse, diesmal freilich ein Frühfaschist, der gegen "dieses Geschwür" Karl May, "dieses Gift für das deutsche Volk" hechelt. Syberberg liebt solche Anleihen, er kopiert, parodiert und zitiert, er nimmt sich heraus, was er grad braucht. Auch vom Panoptikum profitiert er gern, vom "archaischen Kino, das wie Karl May vom Jahrmarkt kam". Und smart setzt er den Orientreisenden May in ein Kintopp-gerechtes "Traum-Stambul", in ein vergilbtes Atelier-Paradies.“
Kay Wenigers Das große Personenlexikon des Films sah in Syberbergs Opus „ein sperriges, drei Stunden langes Porträt des umstrittenen Volkspoeten“ und empfand den Film als „eine überaus zähe und langatmige Lektion über geschichtliche und gesellschaftliche Zusammenhänge. Doch statt, wie intendiert, wilhelminischen Muff zu decouvrieren und über die Person Mays Einsichten in das deutsche Seelen- und Gefühlsleben und seine Definitionen von Deutschtum zu gewähren, ergab sich Syberberg in langatmigem Pathos und wirkte somit kontraproduktiv gegenüber seinen eigenen Intentionen“.
Das Lexikon des Internationalen Films urteilte: „Zum mythisch gefärbten Seelendrama hochstilisierter Film, der den Heldenmythos von Karl Mays berühmten Romanfiguren aus seinem eigenen Läuterungsprozeß entwickelt und sich und sein Werk als Botschaft national deutscher Ideale und Seelenträume der Menschheit versteht. Von Syberberg mit kritischer Ironie gegen den wilhelminischen Zeitgeist als aufwendige Unterhaltung inszeniert und mit einem imposanten Schauspielerensemble interessant besetzt.“